# طريق الشيطان (فلم 1993)
طريق الشيطان فيلم مصري تم إصداره في 1 يناير 1993.

## طاقم العمل

### أبطال الفيلم
- غادة الشمعة
- محمود الجندي
- وحيد سيف
- ميمي جمال
- محمد التاجي
- فؤاد خليل
- نادية رفيق
- سيد حاتم
- محمد أبو حشيش
- مطاوع عويس
- فايزة عبدالجواد
- إيمان فاروق
- زينب عبده
- مدحت رزق
- نبيل كمال
- حمدي مرسي
- سيد مصطفى
- نادية شمس الدين
- خالد عجاج
- محمد حنفي

### صوت
- سيد حامد (مهندس الصوت)
- كميل صبحي   (م. صوت)
- حسن إبراهيم   (م. صوت)
- أنور حنفي   (م. صوت)
- جليلة الحريري   (م. صوت)
- خالد الشقرا   (م. صوت)
- أحمد عباس (مسجل الحوار)

### إنتاج
- أفلام يحيى إبراهيم.   (الإنتاج)
- إبراهيم سالم   (منتج)
- إبراهيم شوقي   (منتج)
- حمدي حسن   (منتج منفذ)
- محمد عبد الرحمن (منفذ إنتاج)
- سيد علي   (م. إنتاج)

### إخراج
- محمد مرزوق (مخرج)
- مها عرام   (مخرج مساعد)
- أمجد أبو طالب (م. مخرج ثان)
- أحمد قنديل   (كلاكيت)

### موسيقى
- أحمد الجبالي (الموسيقى التصويرية)
- هاني شنودة   (الألحان)
- عاطف رزق (كلمات الأغاني)
- خالد عجاج (غناء)

### تصوير
- أحمد عسر   (مدير التصوير)
- عيسى بسطاوي (م. مصور)
- عمرو الدويني (م. مصور)

### معمل
- مصر للإستوديوهات والإنتاج السينمائي (مصر للاستوديوهات)   (الطبع والتحميض)
- صلاح عطية   (مدير عام المعامل)
- ماجد موسى   (مصحح الألوان)

### مونتاج
- محمد الطباخ   (مونتير)
- حنان الشربيني (مركب الفيلم)
- ناهد مكاوي (نيجاتيف)

### فوتو غرافيا
- محمد بكر   (مصور فوتوغرافيا)
- صابر إبراهيم   (مصور فوتوغرافيا)

### تأليف
- محمد مرزوق (مؤلف)

### جرافيكس
- رضا جبران (المقدمة)

### توزيع
- أفلام يحيى إبراهيم (موزع)

### كاستينج
- علي أيوب (ريجيسير)

### ديكور
- عادل حلمي (م. إكسسوار)

### الصوت
- جليلة الحريري
- حسن إبراهيم
- أنور حنفي
- كميل صبحي
- أحمد عباس (مسجل الحوار)
- خالد الشقرا (م صوت)

### أغنية النشالين
- عاطف رزق (تأليف)
- هاني شنودة (الحان)
- تم التصوير باستديو المصريين

### أغنية شكي بكي
- أحمد شعير (تأليف)
- إسماعيل رزق (الحان)

### ماكياج
- أحمد عبد الحميد (ماكياج)
- نرمين محمد (م مكياج)
- سيد سلامة (كوافير)

### مكساج مهندس
- سيد حامد